# Carretera Orduña-Bilbao
La carretera que une Bilbao con Orduña, al discurrir por dos provincias forales distintas, recibe nomenclaturas diferentes en cada una de ellas. En Vizcaya se llama  BI-625 , mientras que en Álava se conoce como  A-625 . Se trata de una carretera convencional que pertenece a la red básica en ambos territorios. Comienza en el barrio galdacanés de Olabarrieta, en su intersección con la  N-634  junto a las instalaciones de Firestone, y tras pasar por localidades como Arrigorriaga, Miravalles o Arrancudiaga, cruza la frontera alavesa en Areta (Llodio) pasando a denominarse  A-625 . Tras un brevísimo tramo de autovía continúa hacia el sur por Luyando y Amurrio hasta llegar al enclave vizcaíno de Orduña, donde recupera la denominación  BI-625 . Finaliza al sur de dicha localidad, donde enlaza con la que es continuación hacia Burgos  BI-2625 .
Hasta el año 2014, las avenidas bilbaínas de Zumalacárregui y Maurice Ravel fueron parte de esta carretera. Tras discurrir solapada a la  N-634  durante cerca de 4 kilómetros, volvían a separarse en el nudo de Ibársusi y continuaba por dichas avenidas hasta enlazar con los túneles de Archanda y el puente de La Salve. Sin embargo, este tramo fue descatalogado y transferido al ayuntamiento de la villa. Asimismo, es destacable que esta carretera como la que une Orduña con Pancorbo constituyeron la antigua carretera nacional  N-625  que conectaba Bilbao con la meseta.

## Trazado
| Velocidad | Esquema | Carretera que enlaza                                              |
| --------- | ------- | ----------------------------------------------------------------- |
|           |         | N-634 Bilbao - Echévarri - Galdácano                              |
|           |         | Basauri / BI-3720 Galdácano                                       |
|           |         | A-8 Bilbao - Santander                                            |
|           |         | A-8 San Sebastián                                                 |
|           |         | centro comercial Bilbondo polígono industrial Artunduaga          |
|           |         | polígono industrial Lapatza                                       |
|           |         | Arrigorriaga BI-3701 Zarátamo                                     |
|           |         | BI-3702 Zarátamo                                                  |
|           |         | Martiartu                                                         |
|           |         | AP-68 Santander - Vitoria - Burgos - Logroño                      |
|           |         | BI-712 Arrigorriaga - Basauri                                     |
|           |         | polígono industrial Martiartu                                     |
|           |         | Miravalles BI-2524 Ceberio - Artea                                |
|           |         | polígono industrial Baquiola                                      |
|           |         | Arrancudiaga                                                      |
|           |         | AP-68 Bilbao - Santander                                          |
|           |         | BI-4516 Aracaldo Areta BI-2522 Orozco - Murguía - AP-68           |
|           |         |                                                                   |
|           |         | A-2522 Orozco - Murguía AP-68 Bilbao - Vitoria - Burgos - Logroño |
|           |         | Llodio                                                            |
|           |         | A-3638 Llodio                                                     |
|           |         | Llodio                                                            |
|           |         | Luyando                                                           |
|           |         | Luyando                                                           |
|           |         | A-3622 Respaldiza - Arceniega                                     |
|           |         | polígono industrial Salbio                                        |
|           |         | Amurrio                                                           |
|           |         | A-624 Valmaseda - Amurrio - Murguía                               |
|           |         | Amurrio A-4604 Saracho                                            |
|           |         | A-4604 Saracho - Lecamaña                                         |
|           |         |                                                                   |
|           |         | Arbieto                                                           |
|           |         | Orduña                                                            |
|           |         | BI-2521 Izarra - Murguía Orduña                                   |
|           |         | Orduña BI-2625 Berberana - Valdegovía - Pancorbo A-4906 Délica    |